# Hebesu
La Hebesu o hebezu (平兵衛酢) es una fruta citrus japonesa. Es de color verde, rica en ácido y supuestamente con propiedades anticancerígenas.
La fruta se considera un manjar local de la ciudad de Hyūga, prefectura de Miyazaki. Es similar tanto al kabosu (Citrus sphaerocarpa) como al sudachi (Citrus sudach), pero la fruta en sí no es tan conocida fuera de la prefectura de Miyazaki. Supuestamente, la fruta fue encontrada durante el período Edo por un hombre llamado Chōsokabe Heibei, de quien la fruta obtuvo su nombre (que significa "vinagre de Hebe"). Chōsokabe comenzó a cultivarla en su tierra, en lo que hoy es el área de Nishikawauchi Tomitaka de Hyūga.
Los Hebesu se cultivan en invernaderos y su temporada comienza en junio, mientras que los cultivados al aire libre comienzan entre fines de julio y octubre. Se han estudiado los aceites esenciales de la cáscara de la fruta, y también ha sido sometida a un estudio de los efectos del oxígeno.